# Jens Martin Knudsen
Jens Martin Knudsen (ur. 11 czerwca 1967 w miejscowości Saltangará na Wyspach Owczych), piłkarz i trener piłkarski. Jako zawodnik od 1988 roku przez siedemnaście lat był bramkarzem reprezentacji Wysp Owczych. Uważa się, że swój najlepszy mecz rozegrał we wrześniu 1990 roku, kiedy „Owczarze” dzięki jego skutecznym interwencjom wygrali 1:0 z Austrią w pierwszym w historii spotkaniu o punkty (eliminacje do Euro 1992). Ostatni raz pojawił się w bramce reprezentacji 14 maja 2006 roku w spotkaniu z Polską.
Był zawodnikiem m.in. IF Leifur, NSÍ Runavik, szkockiego Ayr United oraz B36 Tórshavn.
Obecnie jest szkoleniowcem NSÍ Runavik.